# Эрембурга де Мортен
Эрембурга де Мортен (фр. Eremburga de Mortain; 1057 — 1087, Милето) — по одной версии, дочь нормандского феодала Гийома Герлана из рода Ришардидов, по другой — Роберта, графа д’Э, в замужестве — вторая великая графиня Сицилии.

## Биография
Гоффредо Малатерра утверждал, что Эрембурга была дочерью некоего Гильома, графа де Мортен, которым мог быть нормандский феодал Гильом Герлан, изгнанный Вильгельмом Завоевателем из Нормандии. Но существует и альтернативная версия, по которой она могла быть дочерью графа Роберта д’Э.
В 1077 году вышла замуж за Рожера I, великого графа Сицилии из дома Отвилей, для которого это был второй брак. В их семье родились девять детей:
- Фелиция Сицилийская (1078 — 1102), сочеталась браком с Кальманом I (1070 — 03.02.1116), королём Венгрии;
- Готфрид Сицилийский, по прозвищу Прокаженный (ум. 1120), граф Рагузы, в некоторых источниках он указан как сын Рожера I от первого брака;
- Мальджерий Сицилийский (1080 — после 1098), граф Тройны;
- Констанция Сицилийская (1082 — после 1101), сочеталась браком с Конрадом II (12.02.1074 — 27.07.1101), королём Германии и Италии;
- Мюриэлла Сицилийская[итал.] (ум. 1119), сочеталась браком с бароном Госбертом де Люси[итал.] (ум. после 1110);
- Матильда Сицилийская (ум. после 1132), сочеталась браком с Райнульфом III Дренго (ум. 30.04.1139), графом Айлифе и Авеллино, герцогом Апулии;
- Фландина Сицилийская, сочеталась браком с Энрико дель Васто[итал.] (1079 — 1137), графом Ломбарди-ди-Сичилья;
- Иоланта Сицилийская, сочеталась браком с Робертом Бургундским (1040 — 1113), регентом Великого графства Сицилия;
- Юдитта Сицилийская (ум. ок. 1134), сочеталась браком с Робертом I Бассавилла (ум. ок. 1140), графом Конверсано[4].

Эрембурга де Мортен умерла в 1087 году в аббатстве Святой Троицы в Милето, в великом графстве Сицилия.